# سامانه موقعیت‌یاب محلی
سامانه موقعیت‌یاب محلی (به انگلیسی: Local positioning system) یک سامانه ناوبری محلی است. نام این سیستم LPS مخفف Local positioning system می‌باشد که سیستم مکان یاب محلی است. سیستم موقعیت یاب محلی است که موقعیت و اطلاعات را در هر آب و هوایی و در هر کجا میسر می‌سازد. برای راه‌اندازی این سیستم حداقل ۳ دکل نیاز می‌باشد. بر خلاف جی پی اس و دیگر سیستم‌های موقعیت یاب ماهواره‌ای، ال پی اس پوشش جهانی ندارد و فقط در همان محدوده کاربرد دارد.

## کاربردهای قدیمی و جدید ال پی اس
در گذشته سیستم ال پی اس برای تشخیص موقعیت کشتی‌ها و هواپیماها استفاده می‌شده است. مصادیق این استفاده سیستم Decca Navigator و LORAN هستند.
در حال حاضر عمدتاً از این سیستم جهت تکمیل جی پی اس استفاده می‌شود مخصوصاً در جاهایی که پوشش جی پی اس ضعیف است یا دسترسی به جی پی اس امکان‌پذیر نمی‌باشد. از سیستم ال پی اس می‌توان در گوشی‌های تلفن‌های همراهی که قابلیت دریافت جی پی اس را ندارند استفاده نمود.